# Walter Dickson
Bror Henning Walter Dickson, född 22 februari 1916 i New Haven, Förenta Staterna, död 23 mars 1990 i Falkenberg, var en svensk författare.

## Biografi
Han var född i Förenta Staterna, där fadern arbetade som snickare. Familjen återvände redan 1921 till Sverige och bosatte sig i Vinberg nära Falkenberg. Dickson tog studentexamen i Halmstad 1936 och filosofie kandidatexamen vid Göteborgs högskola, men han bedrev även universitetsstudier i Uppsala och Stockholm. Från 1943 var han litteraturrecensent i dagstidningen Ny Tid och medarbetade även i flera finska och svenska litterära tidskrifter och i fackföreningspressen.  
Dickson debuterade med Perspektiv från Stigberget (1942) och Det gamla huset (1943), båda novellsamlingar som skildrar arbetarstadsdelen Masthugget i Göteborg. I hans stora produktion märks en romansvit om den egna släkten och dess emigrantöden: Skallgång (1946), Vid havets rand (1948), Storbasens saga (1951), Carmania (1952), Amerika (1954),  Oceanisk hemfärd (1955) och Solgömma (1957). I romanerna Livsens dag (1959), Batteristen (1959), Dödsens liv (1960) och Månresa (1962) tar Dickson steget ut från det halvt självbiografiska berättandet till en friare skapande fiktion med inspiration från sin samtid. Dickson skrev även kulturhistoriska essäer och flera böcker om Halland. Han var socialist och vid skildringen av äldre tider är han ofta kritisk till sociala missförhållanden. Trots detta medverkade han på 1970-talet i Centerns Ungdomsförbunds tidning Ung Center med kåserier m.m.
Berättarstilen är personlig och uppfinningsrik.

## Priser och utmärkelser
- 1952 – Boklotteriets stipendiat
- 1956 – Boklotteriets stipendiat
- 1957 – ABF:s litteratur- & konststipendium
- 1959 – Boklotteriets stipendiat
- 1961 – Boklotteriets stipendiat
- 1964 – Boklotteriets stipendiat